# A25 (Griekenland)
De A25 is een autosnelweg in Griekenland. De autosnelweg verbindt Nea Moudania met Kulata en Bulgarije (A3). De snelweg ligt in de periferie Centraal-Macedonië en maakt deel uit van de E79.